# 執毛洲
執毛洲（英語：Chap Mo Chau），是香港的一個島嶼，地區行政上屬於北區。位於往灣洲以北，印洲塘以內。
執毛洲是往灣洲附屬島嶼之一。
執毛洲上並沒有居民居住。